# Craft (Bischof)
Craft († 1066) war Goslarer Dompropst und wurde 1066 zum Bischof von Meißen geweiht, starb aber kurz darauf.
Craft erscheint auch mit dem Namen Krafto, Crafto, Crato oder Christ. In der Kaiserpfalz Goslar hielten deutsche Kaiser Reichsversammlungen ab und auch das religiöse Leben entwickelte sich mit dem Goslarer Dom und dem Goslarer Stift. Hier war Craft als Propst eingesetzt. Als im Jahr 1066 der Meißner Bischof Reiner starb, wurde Craft zu seinem Nachfolger erwählt. Als Bischof geweiht starb er jedoch, noch ehe er in Meißen eintraf. Sein Tod ist als Legende überliefert.